# Prionotus horrens
Prionotus horrens är en fiskart som beskrevs av Richardson, 1844. Prionotus horrens ingår i släktet Prionotus och familjen knotfiskar. IUCN kategoriserar arten globalt som livskraftig. Inga underarter finns listade i Catalogue of Life.